# Kultura larneńska
Kultura larneńska – mezolityczna kultura archeologiczna ze wschodnich wybrzeży Irlandii oraz zachodnich Szkocji. Współczesne badania wiążą ją bardziej z neolitem niż z mezolitem. Nazwa pochodzi od miejscowości Larne w hrabstwie Antrim.
Uważa się, że jej szkockim odpowiednikiem jest kultura obańska.